# 东方归言录
《东方LostWord》（日语：東方ロストワード）是一款2020年推出的回合制抽卡游戏，游戏由NextNinja开发，Good Smile Company发行，该游戏由東方Project的官方上海愛麗絲幻樂團授权发行。

## 玩法

博麗靈夢正在使用她的last word“梦想天生”

《东方LostWord》为回合制策略游戏，玩家可以创建最多为6个角色组成的队伍。玩家必须击败关卡中的一波波敌人，才能前进并解锁新的关卡。
角色的战斗力由6种属性决定：HP、敏捷、阴攻、阴防、阳攻、阳防，此外，每个角色还有多个符卡，符卡在每个阶段可以使用多次，角色还有last word，last word比普通符卡更强大，但使用后，将不能使用普通符卡。
角色通过装备故事卡可以更强，也可以通过使用物品或者服务（上学、道场）变强，游戏中货币可以用于升级角色或者获取新角色，货币可以通过服务获得，也可以通过应用内购获得。

## 故事
在《东方LostWord》中，由于“LostWord”事件发生，幻想乡的稳定受到威胁，玩家将带领角色穿越不同的宇宙去调查，本游戏并非东方宇宙正史。

## 开发
2019年7月日语版开始预注册，2020年4月30日正式在日本发行，同年10月，宣布将在全球发行，同时推出了游戏官网、社交媒体账户，2020年11月开始国际服预注册，并于2021年5月11日正式发布。同年9月30日正式发行简体中文版并随后于12月30日结束繁体中文版的服务。
游戏开场曲〈Lost Word Chronicle〉由伊藤香奈子演唱，截至2023年3月，在YouTube点击量超过745万次。其他为《东方LostWord》创作的音乐人还有田原俊彥、nano和岸田教团&THE明星Rockets。

## 评价
《东方LostWord》获得2020年Google Play“Exciting”奖亚军，输给了《勇者鬥惡龍 戰略指揮家》。2021年6月3日，TouchArcade将其评为App Store前一周发布的最佳游戏行列。

## 官方网站
- 官方网站 （页面存档备份，存于）